# Wolfgang Kaleck

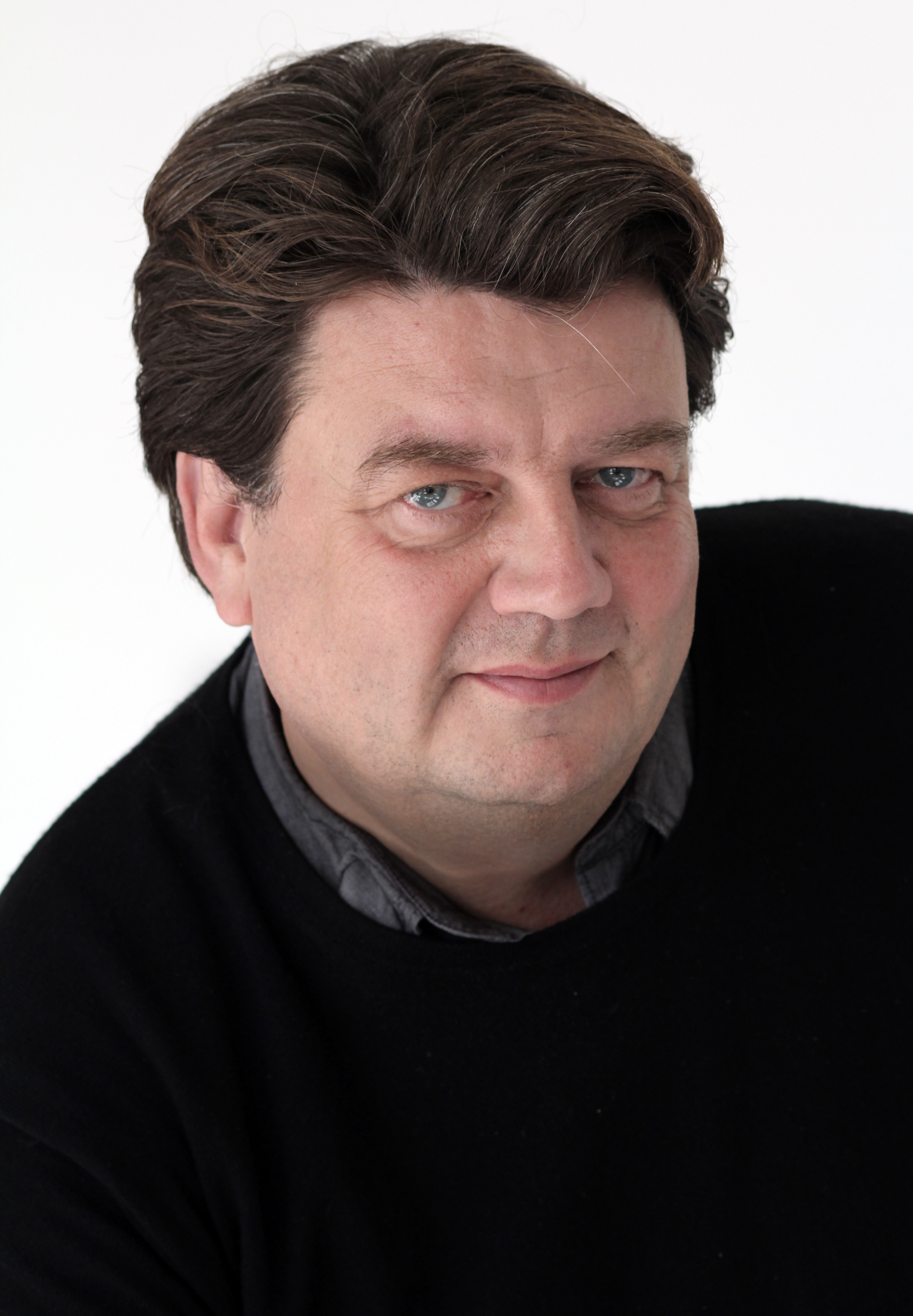
Wolfgang Kaleck (2017)

Wolfgang Kaleck (* 13. August 1960 in Neuendettelsau) ist ein deutscher Rechtsanwalt. Er ist Fachanwalt für Strafrecht mit den Tätigkeitsschwerpunkten europäisches und internationales Strafrecht sowie Menschenrechte. 2007 gründete er gemeinsam mit anderen Rechtsanwälten das European Center for Constitutional and Human Rights (ECCHR), eine gemeinnützige und unabhängige Menschenrechtsorganisation mit Sitz in Berlin, dessen Generalsekretär er seitdem ist. Der Ansatz der Organisation ist die transnationale Prozessführung aus Europa heraus, gemeinsam mit Akteuren aus den betroffenen Regionen und Ländern, um staatliche und nicht-staatliche Akteure für Menschenrechtsverletzungen zur Verantwortung zu ziehen. Einer breiteren Öffentlichkeit ist Kaleck bekannt geworden, weil er den Whistleblower Edward Snowden anwaltlich vertritt.

## Leben
Kaleck wuchs in Jülich bei Aachen auf. Seine Eltern sind beide Flüchtlinge, seine Mutter aus dem rumänischen Siebenbürgen, sein Vater aus Königsberg.

### Rechtsanwaltliche Tätigkeit
Nach dem Studium der Rechtswissenschaft in Bonn absolvierte Wolfgang Kaleck 1990 einen Teil seines Referendariats in Guatemala, wo er bei der Menschenrechtskommission Comisión de Derechos Humanos de Guatemala tätig war. Hier kam der spanisch sprechende Kaleck mit einheimischen Menschen in Kontakt, die Angehörige durch Gewaltakte und Folterungen verloren hatten. „Dort ist mir mein Land fremd geworden.“ Zurück in Deutschland, gründete er 1991 zusammen mit einem Partner eine Kanzlei im Berliner Haus der Demokratie und Menschenrechte, die sich heute am Prenzlauer Berg befindet und sich zum Jahresbeginn 2014 mit einer weiteren Kanzlei zur Sozietät „dka Rechtsanwälte/Fachanwälte“ zusammenschloss. Außerdem war er Bundesvorsitzender des Republikanischen Anwältinnen- und Anwälteverein e. V. (RAV).
Der Schwerpunkt seiner anwaltlichen Tätigkeit liegt bei Mandaten mit menschen- und bürgerrechtlichem Bezug. Zuerst vertrat Kaleck DDR-Bürgerrechtler, die ihre Stasi-Unterlagen einsehen wollten, später auch Opfer rechter Gewaltstraftaten. Seit 1998 arbeitet der Jurist im Rahmen der Koalition gegen Straflosigkeit daran, argentinische Militärs in Deutschland wegen der Ermordung und Folterung deutscher Opfer der dortigen Militärdiktatur (1976–1983) der Strafverfolgung zuzuführen. So erstattete Kaleck auch Strafanzeige gegen einen Manager von Mercedes-Benz Argentina wegen Beihilfe zur Ermordung eines Gewerkschafters.
Kaleck versteht seine Arbeit und die des ECCHR nicht allein als juristische. Er will über Strafanzeigen auf Menschenrechtsverletzungen westlicher Staaten aufmerksam machen und somit im idealen Fall zu einer flächendeckenderen globalen Durchsetzung der Menschenrechte beitragen. Für Kaleck ist dies „ein geschichtlicher Prozess“. Man arbeite Fakten zu einem jeweiligen Fall der Menschenrechtsverletzung auf, mache diese mit einer Strafanzeige oder einem Prozess öffentlich und setze dadurch „juristische Gedanken in die Welt“.

### Strafanzeige gegen Donald Rumsfeld, George Tenet und Gina Haspel
Am 14. November 2006 hatte Wolfgang Kaleck im Auftrag des Center for Constitutional Rights im Namen von elf ehemaligen irakischen Gefangenen der US-Streitkräfte sowie einem noch in Guantánamo einsitzenden saudi-arabischen Staatsbürgers Anzeige beim Generalbundesanwalt in Karlsruhe eingereicht. Diese Maßnahme sorgte in der Öffentlichkeit für Aufsehen, weil sie gegen den damaligen US-Verteidigungsminister Donald Rumsfeld und CIA-Chef George Tenet sowie gegen andere hochrangige Pentagon-Führungskräfte gerichtet war. Kaleck warf ihnen vor, Kriegsverbrechen und schwere Menschenrechtsverletzungen an den Gefangenen in Abu Ghraib begangen zu haben. Donald Rumsfeld wollte aufgrund einer durch die Anzeige möglichen Strafverfolgung in Deutschland seine Teilnahme an der Münchner Sicherheitskonferenz absagen. Allerdings wurde die Anzeige zwei Tage vor der Konferenz von Generalbundesanwalt Kay Nehm abgelehnt, so dass Rumsfeld seine Reise nach München unbehelligt antreten konnte. Daraufhin beklagte UNO-Sonderberichterstatter Leandro Despouy die mangelnde Unabhängigkeit der deutschen Justiz. 2017 erstattete Kaleck gemeinsam mit dem ECCHR eine Strafanzeige beim deutschen Generalbundesanwalt gegen die stellvertretende CIA-Direktorin Gina Haspel wegen ihrer Beteiligungen an Folterungen.

### Publizistische Arbeiten
Neben seiner rechtsanwaltlichen Tätigkeit publiziert Wolfgang Kaleck u. a. zu den Themen Menschenrechtspolitik, Kolonialismus und Unternehmensverantwortung.

## Auszeichnungen
Wolfgang Kaleck wurde für seine Arbeit als Menschenrechtsanwalt und Gründer des ECCHR mehrfach ausgezeichnet:
- 2014: Hermann-Kesten-Preis des PEN-Zentrum Deutschland[16]
- 2016: Hans-Litten-Preis der Vereinigung Demokratischer Juristinnen und Juristen e.V. (VDJ) gemeinsam mit Dr. Miriam Saage-Maaß[17]
- 2017: Bruno-Kreisky-Preis für Verdienste um die Menschenrechte[18]
- 2018: Max-Friedlaender-Preis des Bayerischen Anwaltsverband[19]
- 2019: Bassiouni Justice Award des Centre for International Law Research and Policy[20]

## Schriften
- Wolfgang Kaleck: Kampf gegen die Straflosigkeit. Argentiniens Militärs vor Gericht. Wagenbach, Berlin 2010, ISBN 978-3-8031-2646-7.
- Wolfgang Kaleck: Mit zweierlei Maß: Der Westen und das Völkerstrafrecht. Wagenbach, Berlin 2012, ISBN 978-3-8031-3642-8.
- Wolfgang Kaleck: Mit Recht gegen die Macht. Unser weltweiter Kampf für die Menschenrechte. Hanser, Berlin 2015, ISBN 978-3-446-24944-8
- (gemeinsam mit Miriam Saage-Maaß): Unternehmen vor Gericht. Globale Kämpfe für Menschenrechte. Wagenbach, Berlin 2016, ISBN 978-3-8031-2748-8
- Als Herausgeber mit Nele Austermann, Andreas Fischer-Lescano, Heike Kleffner, Kati Lang, Maximilian Pichl, Ronen Steinke, Tore Vetter: Recht gegen rechts. Report 2020. S. Fischer Verlag, Frankfurt am Main 2020, ISBN 978-3-596-00250-4.
- Als Herausgeber mit Karina Theurer: Dekoloniale Rechtskritik und Rechtspraxis. Nomos Verlag, Baden-Baden 2020, ISBN 978-3-8487-6253-8.
- Als Herausgeber mit Morten Bergsmo und Torkel Psahl: Colonial Wrongs and Access to International Law. Torkel Opsahl Academic EPublisher, 2020, ISBN 978-82-8348-133-4
- Wolfgang Kaleck: Die konkrete Utopie der Menschenrechte. Ein Blick zurück in die Zukunft. S. Fischer Verlag, Frankfurt am Main 2021, ISBN 978-3-10-397064-7